# Bostra margaritata
Bostra margaritata är en insektsart som beskrevs av Ludwig Redtenbacher 1908. Bostra margaritata ingår i släktet Bostra och familjen Diapheromeridae. Inga underarter finns listade.